# Prionocidaris
Prionocidaris är ett släkte av sjöborrar. Prionocidaris ingår i familjen piggsvinssjöborrar.
Kladogram enligt Catalogue of Life:
| Prionocidaris | \| \| Prionocidaris australis \| \| \| \| \| \| Prionocidaris callista \| \| \| \| |
|               | \| \| Prionocidaris australis \| \| \| \| \| \| Prionocidaris callista \| \| \| \| |
|               | Aporocidaria                                                                       |
|               |                                                                                    |
|               | Aporocidaris                                                                       |
|               |                                                                                    |
|               | Austrocidaris                                                                      |
|               |                                                                                    |
|               | Cidaris                                                                            |
|               |                                                                                    |
|               | Eucidaris                                                                          |
|               |                                                                                    |
|               | Genocidaris                                                                        |
|               |                                                                                    |
|               | Goniocidaria                                                                       |
|               |                                                                                    |
|               | Goniocidaris                                                                       |
|               |                                                                                    |
|               | Histocidaris                                                                       |
|               |                                                                                    |
|               | Ogmocidaris                                                                        |
|               |                                                                                    |
|               | Stereocidaris                                                                      |
|               |                                                                                    |
|               | Stylocidaris                                                                       |
|               |                                                                                    |
|               | Prionocidaris australis                                                            |
|               |                                                                                    |
|               | Prionocidaris callista                                                             |
|               |                                                                                    |

|  | Prionocidaris australis |
|  |                         |
|  | Prionocidaris callista  |
|  |                         |